# 福特野馬Mach-E
福特野馬 Mach-E是福特汽車生產的電動緊湊型跨界休旅車。該車於2019年11月17日上市，並於2020年12月作為2021年車型上市銷售。該車使用野馬銘牌，並帶有Mach-E綽號，靈感來自第一代野馬Mach 1的變體。該車在2021年獲得了北美年度SUV獎。

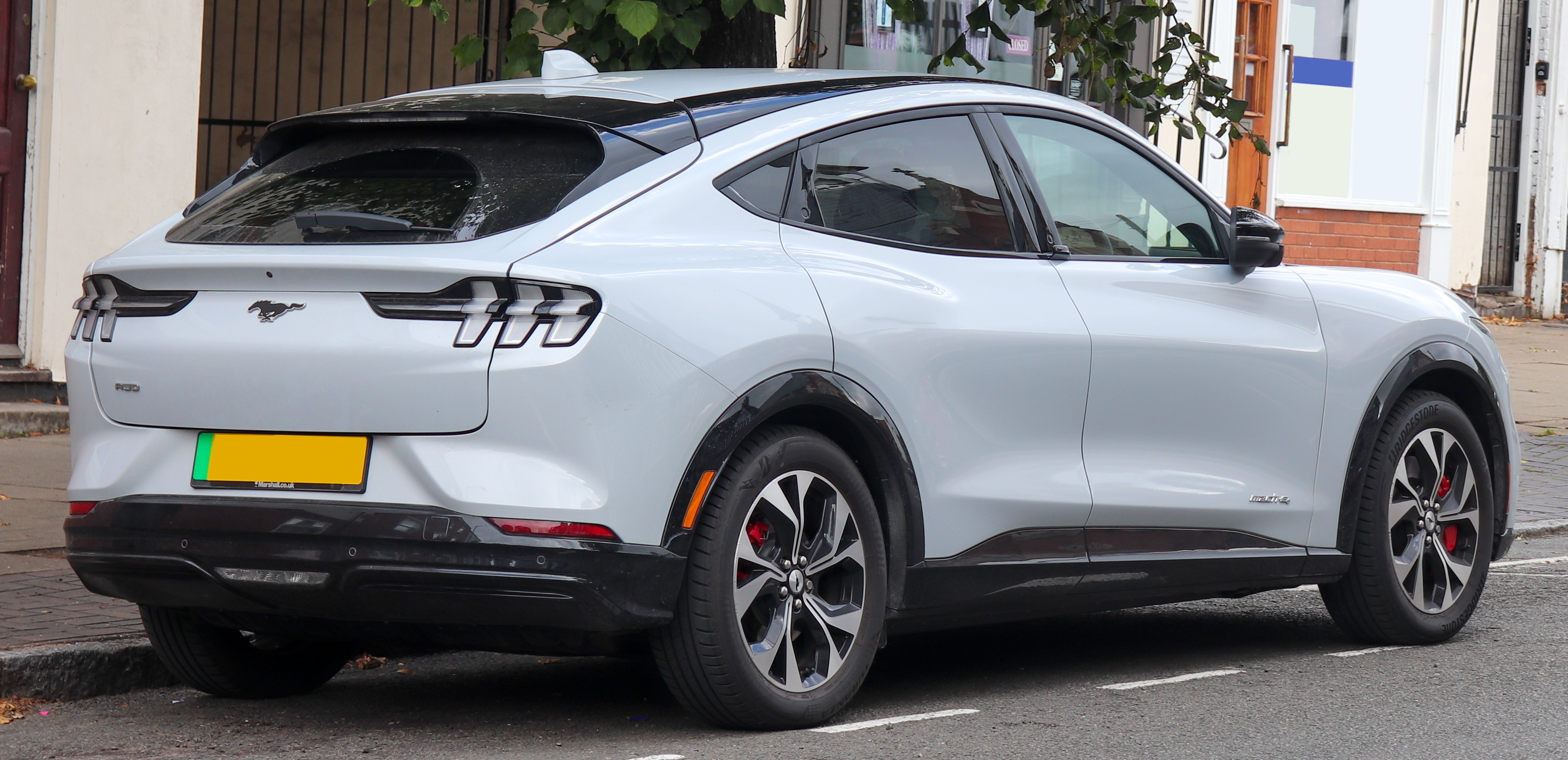
車尾

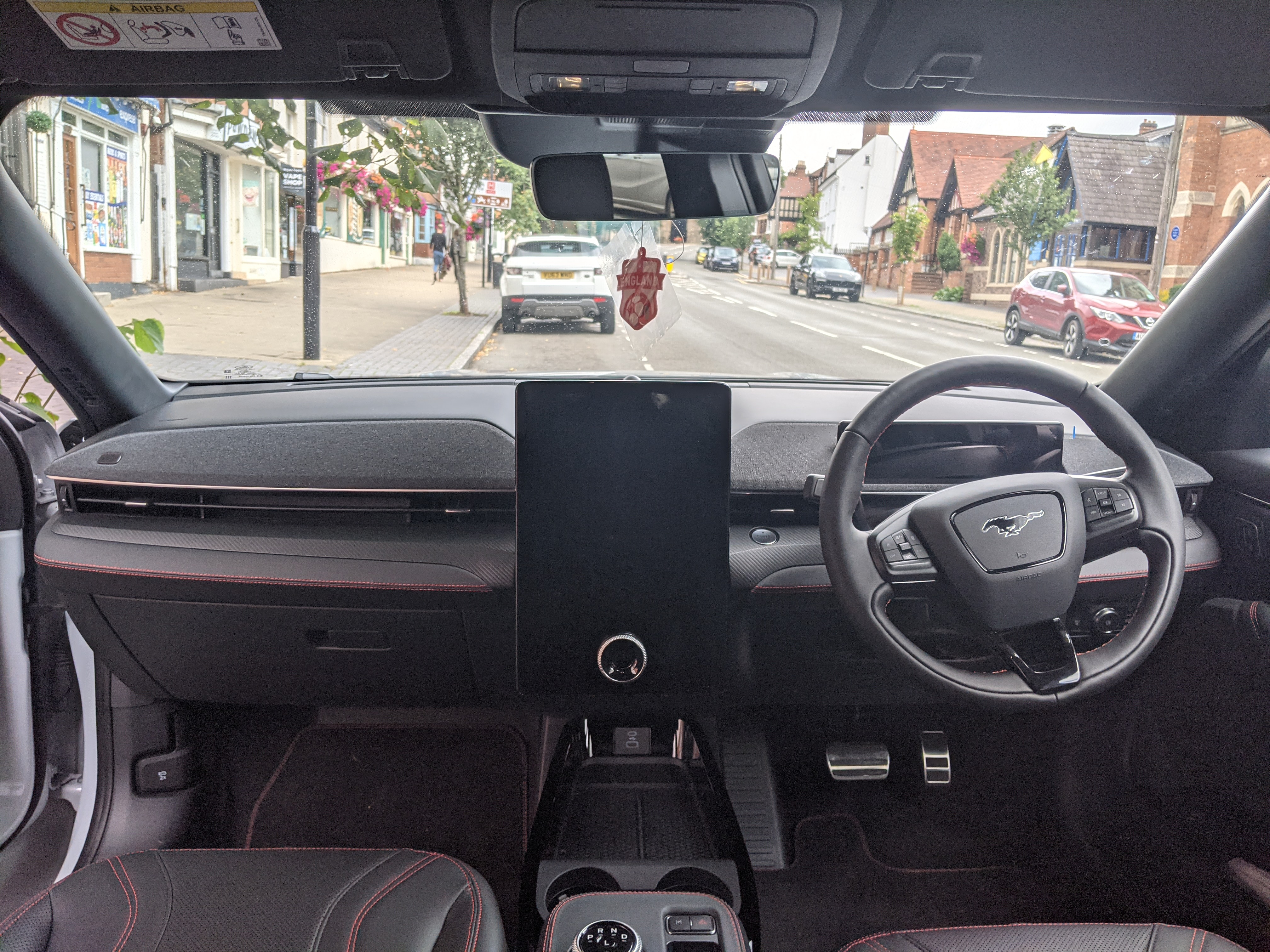
內裝

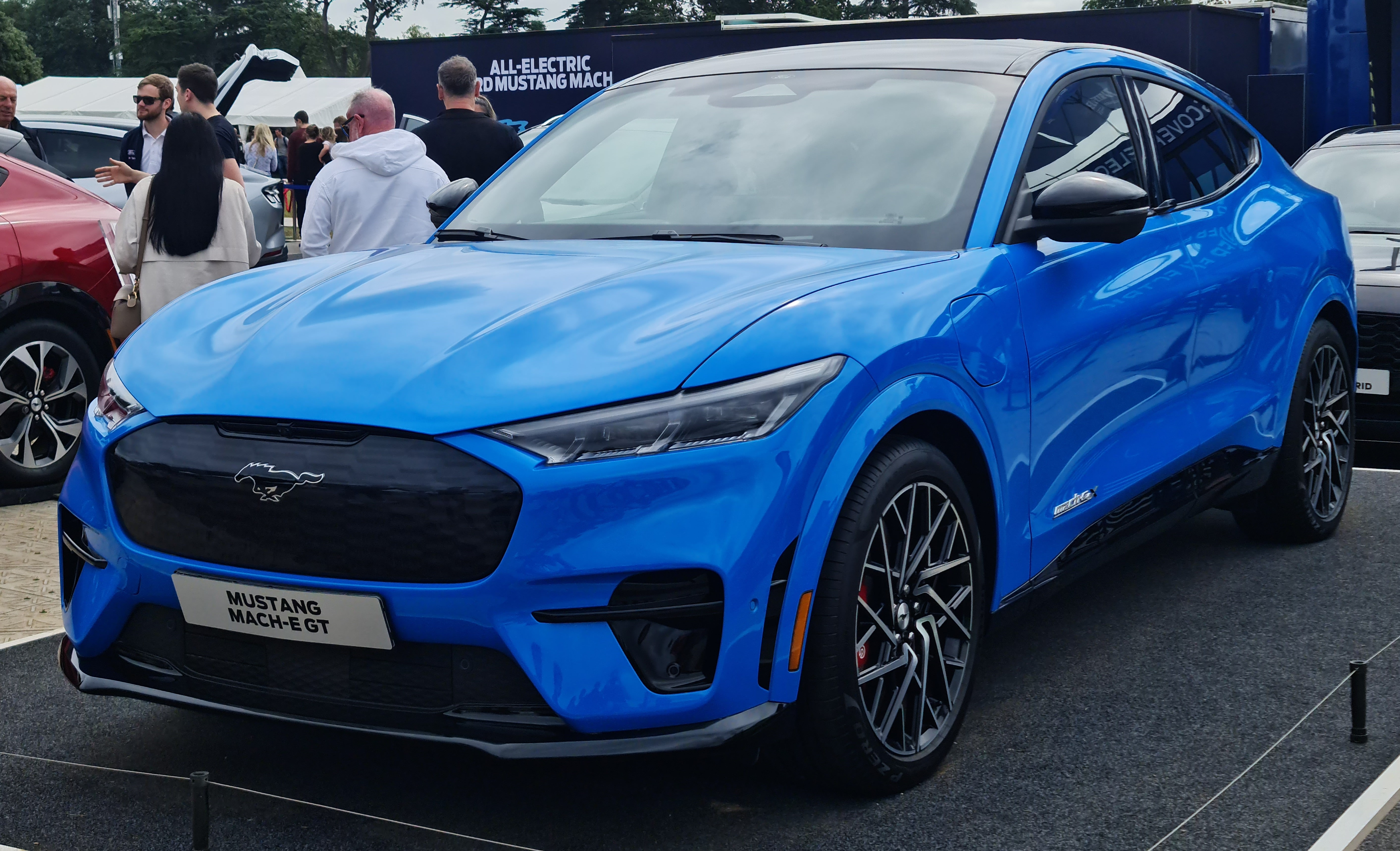
福特野馬Mach-E GT

## 外部連結
- 官方网站